# Alaptus
Alaptus (лат.) — род хальцидоидных наездников из семейства Mymaridae. Паразиты яиц насекомых. Встречаются повсеместно.

## Описание
Мелкие хальцидоидные наездники. Длина тела около 1 мм (в Голарктике от 0,18 до 0,68 мм; в Северной Америке от 205 до 580 мкм; самки крупного китайского вида A. longicaudatus до 0,63 мм, а европейского A. terebrans до 0,65 мм). Жгутик усика 5-члениковый, в исключительных случаях с небольшим дополнительным сегментом между fu1 и fu2; надглазничная трабекула с чередованием склеротизированных и десклеротизированных участков; жвалы с 2 зубцами; сзади голова с изогнутой горизонтальной бороздой посередине над шейным отверстием; задний край переднего крыла с крутой загнутой выемкой за жилкованием, а задний край почти прямой и постепенно дивергирует от переднего края почти до вершины крыла; петиоль намного шире своей длины, и почти неотличим от проподеума или gt1; мезофрагма выступает в брюшко; gt1 делится продольно медиально. Самец с 8-члениковым жгутиком. Лапки состоят из 5 сегментов. Четыре перепончатых крыла (задняя пара меньше передней) с полностью редуцированным жилкованием. Брюшко стебельчатое. Самцы голарктических Alaptus отличаются от самок нормальными половыми диморфными чертами гениталий и наличием нитевидных 10-члениковых антенн. Идентификация самцов по видам часто затруднена или даже невозможна морфологически без их совместного выращивания или ассоциации путем сбора полов вместе в одно время и в одном месте. Поэтому иногда дифференцируется не вид, а только самки вида. Самцы некоторых видов до сих пор неизвестны. В Неарктике это мельчайшие мимариды наряду с родами Camptoptera, Dicopus и Dicopomorpha.
В Неарктике эндопаразиты на яйцах сеноедов Psocoptera.

## Систематика
Таксон включён в родовую группу Alaptus group (вместе с родами Callodicopus, Dicopomorpha, Dicopusand, Litus) из семейства мимарид (Mymaridae), включает около 50 видов. Ранее разные авторы включали род Alaptus в подсемейство Alaptinae (внутри отдельного семейства Alaptidae), или в состав трибы Alaptini подсемейства Mymarinae.
- Alaptus aegyptiacus Soyka, 1950
- Alaptus ah Girault, 1930
- Alaptus andersoni Ferrière, 1930
- Alaptus animus Girault, 1913
- Alaptus antennatus Kryger, 1950
- Alaptus antillanus Cheke & Turner, 1974
- Alaptus apterus Girault, 1920
- Alaptus auranti (Mercet, 1912)
- Alaptus aureus Girault, 1920
- Alaptus bidentatus Girault, 1938
- Alaptus borinquensis Dozier, 1932
- Alaptus caecilii Girault, 1908
- Alaptus deccanensis  Anwar and Zeya, 2014
- Alaptus delhiensis Mani, 1942
- Alaptus eriococci Girault, 1908
- Alaptus extremus Soyka, 1939
- Alaptus fructuosus Meunier, 1909
- Alaptus fusculus Walker, 1846
- Alaptus fuscus Förster, 1861
- Alaptus globosicornis Girault, 1908
- Alaptus globularis Sveum & Solem, 1980
- Alaptus iceryae Riley, 1889
- Alaptus immaturus Perkins, 1905
- Alaptus inciliatus Girault, 1930
- Alaptus indicus  Anwar and Zeya, 2015
- Alaptus intonsipennis Girault, 1910
- Alaptus jowainus  Rehmat and Anis, 2014
- Alaptus klonx  Triapitsyn, 2017
- Alaptus longicaudatus Lou, Cao & Lou, 1999
- Alaptus maccabei Girault, 1913
- Alaptus magnanimus Anandale, 1909
- Alaptus magnus Cheke & Turner, 1974
- Alaptus maidli Soyka, 1939
- Alaptus malchinensis Soyka, 1948
- Alaptus minimus Westwood, 1839
- Alaptus minutus Dozier, 1932
- Alaptus muelleri Girault, 1912
- Alaptus newtoni Girault, 1912
- Alaptus novickyi Soyka, 1948
- Alaptus nowickii Ghesquière, 1939
- Alaptus oh Girault, 1930
- Alaptus pallidornis Förster, 1856
- Alaptus pechlaneri Soyka, 1948
- Alaptus plih  Triapitsyn, 2017
- Alaptus priesneri Soyka, 1950
- Alaptus psocidivorus Gahan, 1927
- Alaptus pusillus Girault, 1938
- Alaptus pygidialis Ogloblin, 1959
- Alaptus pyronus  Anwar and Zeya, 2014
- Alaptus quadratus Girault, 1929
- Alaptus ramakrishnai Mani, 1942
- Alaptus ramamurthyi  Anwar and Zeya, 2014
- Alaptus reticulatipennis Girault, 1935
- Alaptus richardsi Hincks, 1960
- Alaptus santetrapsi  Triapitsyn, 2017
- Alaptus schmitzi Soyka, 1939
- Alaptus stammeri Soyka, 1939
- Alaptus terebrans Kryger, 1950
- Alaptus tritrichosus Malac, 1947